# Никитин, Александр Семёнович
Александр Семёнович Никитин (1914—1945) — советский военнослужащий, Гвардии лейтенант Рабоче-крестьянской Красной Армии, участник Великой Отечественной войн, Герой Советского Союза (1946).

## Биография
Александр Никитин родился 23 февраля 1914 года в Красноярске. После окончания неполной средней школы и школы фабрично-заводского ученичества работал на заводах в Кемерово и Новокузнецке. Позднее окончил аэроклуб и Иркутскую школу авиационных специалистов, работал техником в Тюменском аэропорту. В 1939 году Никитин был призван на службу в Рабоче-крестьянскую Красную Армию. Участвовал в боях советско-финской войны. В 1941 году Никитин окончил Минское пехотное училище. С первого дня Великой Отечественной войны. В 1942 году окончил курсы при Сталинградском танковом училище. В боях три раза был ранен.
К апрелю 1945 года гвардии лейтенант Александр Никитин командовал танком 41-й гвардейской танковой бригады 7-го механизированного корпуса, 2-го Украинского фронта. Отличился во время освобождения Чехословакии. 16 апреля 1945 года взвод Никитина провёл разведку в районе села Немчицки к юго-западу от Брно. В критический момент боя Никитин заменил собой командира взвода и успешно освободил Немчицки, продержавшись до подхода основных сил. 17 апреля 1945 года во время разведки переправы через реку Свратка Никитин лично уничтожил 1 танк и 5 артиллерийских орудий. Прорвавшись ко второй линии немецкой обороны, Никитин уничтожил ещё 2 артиллерийских орудия и 40 солдат и офицеров противника. В том бою танк Никитина был подбит. Вместе со своим экипажем он выбрался из танка и вступил в схватку с превосходящими силами противника, погибнув при этом. Похоронен в Немчицки.

## Награды
Указом Президиума Верховного Совета СССР от 15 мая 1946 года за «мужество и героизм, проявленные на фронте борьбы с немецкими захватчиками» гвардии старший лейтенант Александр Никитин посмертно был удостоен высокого звания Героя Советского Союза. Также был награждён орденами Ленина, Отечественной войны 1-й и 2-й степеней, двумя орденами Красной Звезды.

## Память
В честь Никитина названы улицы в Кемерово и Тогучине.